# Deutsch-Österreichisches Feingefühl
Deutsch-Österreichisches Feingefühl (« Délicatesse germano-autrichienne », abrégé DÖF) est un groupe de Neue Deutsche Welle composé de Joesi Prokopetz, Manfred Tauchen (de), Annette Humpe et Inga Humpe.

## Histoire
À l'origine, DÖF est en 1983 un titre du "projet" Tauchen-Prokopetz. Ainsi le single Codo … düse im Sauseschritt paraît d'abord sous ce nom. Mais ce nom est trop abstrait, trop compliqué, et le groupe en choisit un autre, celui de DÖF, qui peut également s'entendre comme une référence humoristique au groupe allemand DAF (Deutsch-Amerikanische Freundschaft). Entretemps, le single devient un succès sous ce nom, qui reste.
L'album éponyme de DÖF se vend à 500 000 exemplaires dans les pays germanophones. La plupart des chansons sont écrites en haut allemand et en dialecte viennois (de).
En 1985, pour le second album Tag und Nacht, le seul membre originel restant est Manfred Tauchen, qui coécrit le disque avec Raphaela Dell (de)

## Discographie

### Albums
- 1983: DÖF
- 1985: Tag und Nacht

### Singles
- 1983: Codo … düse im Sauseschritt
- 1983: Taxi
- 1984: Uh-Uh-Uh mir bleibt die Luft weg (produit par Stephan Remmler (de) de Trio)
- 1984: Love Me
- 1985: Tag und Nacht

## Source, notes et références
- (de) Cet article est partiellement ou en totalité issu de l’article de Wikipédia en allemand intitulé « Deutsch-Österreichisches Feingefühl » (voir la liste des auteurs).